# 帕多克 (內布拉斯加州)
帕多克（英語：Paddock）是位於美國內布拉斯加州霍爾特縣的非建制地區。

## 歷史
帕多克的郵局於1875年設立，其後於1933年停運。

## 地理
帕多克所處的海拔為高於海平面481米（即1578英呎），而該地所採用的時區為UTC-6，即北美中部时区（CST）。同時該地設有夏令時間，為UTC-6調快一小時，即UTC-5（CDT）。